# Clan Oda
Il Clan Oda fu una famiglia di Daimyō giapponesi risalente ai primordi del XIV secolo, divenendo una componente politica fondamentale nella storia dell'unificazione del Giappone a metà del XVI secolo. 
Nonostante essi raggiungessero l'apice della loro fama durante il periodo di Oda Nobunaga e subissero un rapido declino subito dopo, alcuni rami della casata continuarono ad esercitare il controllo come daimyō fino alla Restaurazione Meiji.

## Storia
Sebbene non siano attendibili, la stessa famiglia Oda reclamava le sue origini da Chikazane, un figlio di Taira no Shigemori, un potente samurai del periodo Heian. In realtà questa discendenza sembra essere stata voluta dallo stesso Oda Nobunaga, per scopi puramente propagandistici, mentre in realtà sembra che prima del suo avvento la sua famiglia rivendicasse la sua discendenza dal clan Fujiwara.
Attenti studi sembrano attestare con molta più attendibilità una origina del clan dalla provincia di Echizen dalla quale poi si spostò verso la provincia di Owari.
Stabilitisi nella loro nuova sede il clan Oda ed i suoi rami divennero presto dei potentati locali.
Gli Oda erano vassalli del clan Shiba, che furono distrutti durante la Guerra Onin (1467-1477), ed in quel periodo il capo Oda Nobuhide aveva occupato metà della provincia Owari, scontrandosi poi con clan vicini come gli Imagawa.
Dopo la morte di Nobuhide (+1549) gli Oda che vennero però oscurati uno ad uno dal ramo guidato da Oda Nobunaga che unificò sotto il suo controllo l'intera provincia di Owari. In seguito lo stesso Nobunaga si rivolse contro gli altri clan sottomettendo uno dopo l'altro gli Imagawa, i Takeda (nella battaglia di Temmokuzan del 1582), gli Azai, gli Asakura ed altri clan minori, fino ad ottenere il controllo totale di tutto il Giappone centrale. Ma i disegni per un suo dominio totale di tutto il Giappone vennero resi vani quando un suo vassallo Akechi Mitsuhide lo assassinò nel tempio di Honnō-ji nell'estate del 1582. Per un breve tempo dopo la sua morte gli Oda restarono signori incontrastati del Giappone centrale fin quando il loro potere non venne eclissato dalla famiglia rivale di uno dei principali generali di Nobunaga, Toyotomi Hideyoshi.
Nonostante gli Oda fossero eclissati da Toyotomi Hideyoshi dopo la morte di Nobunaga essi continuarono a essere presenti nella politica Giapponese. Un ramo della famiglia divenne hatamoto dello shogunato Tokugawa mentre altri rami divennero daimyō minori. Alla fine del periodo Edo questi includevano il dominio di Tendō (conosciuto anche come dominio di Takahata, provincia di Dewa), l'han di Yanagimoto  (provincia di Yamato, 10.000 koku), l'han di Kaiju (anch'esso nella provincia di Yamato, 10.000 koku) e l'han di Kaibara (provincia di Tamba, 20.000 koku).
Durante la guida del daimyō Oda Nobutoshi gli Oda del dominio di Tendō furono tra i firmatari del Ōuetsu Reppan Dōmei.

## Figure importanti del clan Oda
- Oda Chikazane (XII secolo circa)
- Oda Nobuhide (1510–1551)
- Oda Nobuhiro (morto nel 1574)
- Oda Nobunaga (1534–1582)
- Oda Nobuyuki (1536–1557)
- Oda Nobukane (1548–1614)
- Oda Nagamasu (1548–1622)
- Oda Nobuharu (1549–1570)
- Oda Nobuzumi (1555–1583)
- Oda Nobutada (1557–1582)
- Oda Nobutaka (1558–1583)
- Oda Nobukatsu (1558–1630)
- Oda Hidekatsu (1567–1593)
- Oda Katsunaga (1568–1582)
- Oda Hideo/Hidekatsu (1573–1610)
- Oda Hidenobu (1580–1605)
- Oda Nobutoshi (1853–1901)
- Oda Nobunari (nato nel 1987)

## Famiglie servitrici del clan
- clan Shibata
- clan Niwa
- clan Hashiba
- clan Akechi
- clan Gamō
- clan Sakuma
- clan Fuwa
- clan Hayashi
- clan Hirate
- clan Maeda
- clan Sassa
- clan Takigawa
- clan Tokugawa
- Clan Hori

## Importanti servitori di Nobunaga
- Hirate Masahide
- Hirate Norihide
- Hayashi Hidesada
- Naitō Shōsuke
- Sakuma Nobumori
- Murai Sadakatsu
- Hasegawa Hidekazu
- Niwa Nagahide
- Shibata Katsuie
- Kawajiri Hidetaka
- Sakai Masahisa
- Harada Naomasa
- Mori Yoshinari
- Takigawa Kazumasu
- Mizuno Nobumoto
- Toyotomi Hideyoshi
- Hori Hidemasa
- Sassa Narimasa
- Maeda Toshiie
- Sakuma Morimasa
- Yamauchi Yasutoyo
- Yanada Masatsuna
- Hachisuka Masakatsu
- Ōta Gyūichi
- Iio Sadamune
- Ikeda Tsuneoki
- Takenaka Hanbei
- Kuroda Yoshitaka
- Akechi Mitsuhide
- Ujiie Bokuzen
- Inaba Yoshimichi
- Andō Morinari
- Matsunaga Hisahide
- Kuki Yoshitaka
- Kani Saizō
- Kanamori Nagachika
- Gamō Katahide
- Gamō Ujisato
- Mori Ranmaru
- Asakura Kageakira
- Fuwa Mitsuharu
- Araki Murashige
- Hosokawa Fujitaka
- Ikeda Nobuteru
- Ikoma Ienaga
- Maeda Gen'i
- Tokugawa Ieyasu
- Murai Sadakatsu
- Nakagawa Kiyohide
- Takayama Ukon
- Tsutsui Junkei
- Wada Koremasa
- Yamauchi Kazutoyo
- Asano Nagamasa
- Hachisuka Hikoemon
- Ishida Mitsunari
- Murai Nagato
- Shima Sakon
- Kuroda Kanbei
- Yamauchi Katsutoyo
- Horio Mosuke
- Kitabatake Toshikatsu
- Maeno Suemon
- Tōdō Takatora
- Akada Shigeyoshi
- Akada Shigetaka
- Aochi Shigetsuna
- Atagi Nobuyasu
- Chō Tsuratatsu
- Endō Taneshige
- Fukutomi Hidekatsu
- Gotō Takaharu
- Hachiya Yoritaka
- Hatakeyama Sadamasa
- Hayashi Shinjiro
- Horiuchi Ujiyoshi
- Ikai Nobusada
- Inaba Masashige
- Kaganoi Shigemochi
- Kanemitsu Masayoshi
- Katō Yoshiaki
- Kawajiri Hidetaka
- Kotsokuri Tomomasa
- Kyōgoku Takatsugu
- Maeba Yoshitsugu
- Maeda Toshiharu
- Maeno Nagayasu
- Mikumo Shigemochi
- Sakuma Morishige
- Yasuke